# Illinoia pallida
Illinoia pallida är en insektsart som först beskrevs av Mason, P.W. 1925.  Illinoia pallida ingår i släktet Illinoia och familjen långrörsbladlöss. Inga underarter finns listade i Catalogue of Life.